# حیاتی چیتاکلار
حیاتی چیتاکلار (انگلیسی: Hayati Çitaklar؛ زادهٔ ۱۸ سپتامبر ۱۹۸۶) بازیگر، و شاعر آلباتیایی تبار اهل ترکیه است.